# Meiostylodon
Meiostylodon — вимерлий рід тілодонтів, що жив у палеоцені. Одинокий вид, M. zaoshiensis, відомий лише з трьох ізольованих зубів, знайдених у Заоші, округ Чалінг, провінція Хунань, Китай. Ці окремі викопні зуби зберігаються в Палеозоологічному музеї Китаю.